# Cristina Crippa
Cristina Crippa (Monza, 7 luglio 1951) è un'attrice teatrale e regista teatrale italiana.

## Biografia
Cristina Crippa nasce a Monza il 7 luglio 1951.
Esordisce giovanissima all'età di 9 anni al Teatro Litta di Milano ne La Calzolaia ammirevole di Garcia Lorca; negli anni del liceo frequenta l'Accademia dei Filodrammatici di Milano, salvo poi accantonare tutto per iscriversi alla Facoltà di Medicina. Nel corso di un internato di psicologia entra nuovamente in contatto con il teatro perché a lei e ai suoi compagni viene proposta la messa in scena di uno spettacolo, al quale casualmente assiste Gabriele Salvatores, che sta reclutando attori per dar vita a una nuova compagnia teatrale. È la svolta: Crippa viene coinvolta immediatamente nel progetto e nel 1973 fonda, insieme con Salvatores e Ferdinando Bruni, il Teatro dell'Elfo. Questa scelta si rivela decisiva anche per la sua vita privata perché Elio De Capitani, vedendola recitare, se ne innamora e decide di entrare a sua volta nella compagnia, dando vita ad un sodalizio professionale e sentimentale che dura ancora oggi e che nel 1990 porta alla nascita di Lucio.
Partecipa in qualità di attrice ai lavori dei primi anni firmati da Salvatores: Zumbì, ballata di vita e di morte della gente di Palmares di Augusto Boal e Gianfrancesco Guarnieri e Woyzeck di Georg Büchner nel 1973; Bertoldo a corte di Massimo Dursi nel 1974; 1789, scene della rivoluzione francese di Ariane Mnouchkine e Pulcinella nel giardino delle meraviglie, un testo scritto collettivamente dall'intera compagnia, nel 1975. "I testi sgangherati e torrenziali vivono di sberleffi e irriverenze, assimilano i gerghi giovanili e il ritmo della città. Sono creazioni collettive, ricche di gag e invenzioni capocomiche, sospinte da una teatralità immediata" scrive Oliviero Ponte di Pino. "La scelta è quella di puntare sulla centralità dell'attore, sulla parola, sul corpo, ricorrendo a maschere con rimandi espliciti alla commedia dell'arte, a burattini, pupazzi, acrobazie, quasi da ‘teatranti di strada’, perseguendo l'idea di una fruizione immediata e chiara per un pubblico poco incline allo strumento teatrale. Un teatro-festa dunque in cui domina la compartecipazione tra attori e pubblico, non ciascuno isolato nel proprio spazio ma entrambi parte di uno scambio reciproco di emozioni e sentimenti".
Sono gli anni del decentramento teatrale, gli spettacoli vanno in scena presso le Case del Popolo, i circoli Arci, luoghi che, non essendo prettamente teatrali, aprono le porte a compagnie emergenti animate da un forte spirito di adattamento, come la compagnia dell'Elfo. In questo contesto Crippa si dedica anche all'animazione teatrale nelle scuole, organizzando laboratori nel corso dei quali vengono realizzate maschere e oggetti per la scena, all'insegna del clima di compartecipazione e condivisione con il territorio tipico degli Elfi.
Il 1979 è un anno importante: la compagnia dell'Elfo ha per la prima volta una sede stabile in cui fare teatro, in via Ciro Menotti, a Milano. Si tratta di una fase decisiva per l'Elfo che ora ha una casa in cui ospitare il proprio pubblico e ha la possibilità di instaurare un rapporto diretto e continuativo con la città. Crippa in questo anno è tra i protagonisti di tre spettacoli targati Salvatores: Satyricon di Ferdinando Bruni, da Petronio Arbitro, lo spettacolo con cui si inaugura la nuova sala teatrale, che va in scena in un'arena di sabbia sulle musiche di Demetro Stratos; Volpone di Ben Jonson e Dracula il vampiro tratto da Bram Stoker, uno spettacolo in cui il pubblico, privo di uno spazio di propria pertinenza, si aggira in una sala immersa completamente nel buio.
Nello stesso anno Crippa, affiancata da Corinna Agustoni e Ida Marinelli, affronta la sua prima regia dando corpo alla sua grande passione per le autrici donne e per le storie al femminile. Tre donne di Sylvia Plath, un radiodramma in versi che indaga il rapporto di tre donne molto diverse tra di loro con la maternità, si presenta come un lavoro alternativo alla produzione abituale della compagnia nel quale l'attrice/regista si occupa sia dell'aspetto drammaturgico che della messa in scena.
Nel 1981 il successo del Sogno di una notte d'estate di Salvatores - il musical rock con le musiche di Mauro Pagani che compone dei pezzi inediti che possano essere affrontati da attori di prosa, impegnati contemporaneamente anche in coreografie pensate strettamente sulle loro capacità individuali - investe la compagnia, stimolando i suoi componenti a dedicarsi a nuovi progetti: Cristina Crippa torna alla regia con Icaro Involato di Raymond Queneau nel 1982, uno spettacolo di burattini che costruisce personalmente e Faust Game, liberamente tratto dal Faust di Goethe, nel 1983. Dopo qualche anno dirige Don Giovanni, la notte, la neve da Il convitato di pietra di Alexander Puskin, un omaggio alla poetessa Marina Cvetaeva che Crippa, nello spettacolo, immagina mentre gioca a mettere in scena l'amatissimo Don Giovanni insieme alla sorella.
Ma Crippa è soprattutto un'attrice, un'attrice che prende parte a progetti che sente vicini alla propria sensibilità artistica e verso i quali nutre una profonda adesione e un forte senso di appartenenza. È interprete in questi anni di tre spettacoli di De Capitani: nel 1986 Il lago, liberamente ispirato a Anton Čechov, sulla cui scena campeggia un dipinto di famiglia che ritrae Cesara Parma, nonna di Cristina, (l'autore è il bisnonno) appoggiata al muretto della casa di famiglia a Monza, sulla sponda del fiume Lambro e la rilettura de Il servo di Robin Maugham; nel 1987 Doppio senso, la cui drammaturgia viene elaborata da De Capitani a partire dalle improvvisazioni degli attori: cinque assoli più un prologo e un epilogo corali in una scena astratta rigorosamente bianca e nera, animata da particolari effetti sonori. Importante la sua partecipazione alla trilogia fassbinderiana nei ruoli di Marlene ne Le amare lacrime di Petra von Kant nel 1988, Placida ne La bottega del caffè nel 1991 e la narratrice ne I rifiuti, la città e la morte nel 1998, spettacoli che in qualche modo segnano il percorso artistico dell'intera compagnia influenzandone il successivo approccio drammaturgico.
Nel 1994 Crippa lavora in un allestimento curato da Marco Baliani: il Peer Gynt di Henrik Ibsen. Durante le prove, nel corso di un'improvvisazione sul tema dell'identità, a Cristina Crippa ritorna in mente un libro che aveva letto anni prima e che l'aveva molto colpita dal titolo Manicomio 1914. Gentilissimo Sig. dottore, questa è la mia vita. Si tratta dell'autobiografia di Adalgisa Conti, una donna che a soli ventisei anni viene ricoverata presso un Ospedale psichiatrico nel quale rimane fino alla fine dei suoi giorni. Questa intuizione suscita l'interesse di Baliani che insieme a Crippa, Alessandra Ghiglione e a Patricia Savastano si dedica alla scrittura drammaturgica di quello che nel 1996 diventerà uno spettacolo, Lola che dilati la camicia. Un progetto molto caro all'attrice, che vi si dedica indagando a fondo la drammatica storia di questa donna abbandonata a se stessa, restituendone un quadro commovente, intenso e crudele nello stesso tempo. "Eccola in scena, sperduta e delirante, corpo, voce, battito cardiaco di una superlativa Cristina Crippa, che ospita senza pudore e con straziante tenerezza, il lungo gemito e lo smarrimento di questa donnina che attraversa l'inferno manicomiale per ascendere al Golgota dell'alienazione mentale coatta. Il suo racconto affonda nella grana profonda della pelle, libra sul palcoscenico tappezzato di lenzuola lise dal tempo e dall'empietà, scava negli anfratti, nelle schegge di memoria, rimesta nel passato. Povera anima confusa, ormai bistrattata, umiliata, inchiodata a un destino infame che cerca disperatamente una via d'uscita, attraverso quelle lettere, alla madre, al marito boia Probo, al dottore l'unico che può liberala. Poi dal 1914 in poi, silenzio. Adalgisa non scrive più, si arrende a chi la vuole matta a tutti i costi e passa al reparto agitate".
Diretta da De Capitani è interprete della Morte e la fanciulla di Ariel Dorfman nel 1997 e di Tango americano di Rocco D'Onghia nel 1998. Collabora con l'autrice Pia Fontana in due occasioni: nel 2001 nello spettacolo Bambole con la regia di Roberto Valerio, interpreta una donna difficile, insoddisfatta e al limite della sgradevolezza; mentre nel 2004 propone a De Capitani la messa in scena de La numero 13, il cui titolo fa riferimento a una scultura di Lucio Fontana, un angelo azzurro e oro che si trova al Cimitero Monumentale di Milano; un testo straziante e disperato, che affronta la dicotomia tra l'essere artista e l'essere madre e l'elaborazione del lutto in seguito alla perdita di una figlia. Fondamentale per Cristina Crippa, in questo spettacolo e non solo, è il rapporto con il pubblico, non inteso come una massa indistinta e omogenea ma come singolo spettatore al quale l'attrice si rivolge direttamente, dando vita ad un processo comunicativo senza il quale, per lei, il teatro non esiste.
Interessante, all'interno della sua carriera, il filone shakespeariano: è Titania nel Sogno di una notte d'estate di Salvatores mentre interpreta Elena nella versione di De Capitani del 1988; Nerissa ne Il mercante di Venezia di De Capitani nel 2003 e Paolina nel Racconto d'inverno di Bruni e De Capitani nel 2010, un ruolo a lei molto affine, una donna intraprendente, coraggiosa e indomita, poco incline alla cieca obbedienza che il suo status richiederebbe. Nel 2006 è la volta di Libri da ardere di Amélie Nothomb, un'autrice che Crippa ama moltissimo. Il testo indaga l'animo umano, la fragilità e l'inadeguatezza dell'individuo posto nella situazione estrema dell'assedio durante una guerra; viene proposto come lettura scenica presso la Biblioteca civica di Monza, con la quale spesso la regista collabora e poi, una volta diventato uno spettacolo, debutta ad Asti presso il Centro Giraudi. Scrive Osvaldo Guerrieri su La Stampa commentando il testo dell'autrice belga: "Bell'impresa. La regia di Cristina Crippa l'affronta tra adesione e straniamento, inducendo Elio De Capitani (il professore), Corrado Accordino (Daniel) e Elena Russo Arman (Marina) a recitare anche le didascalie, bloccando l'azione scenica. È un'ulteriore sottolineatura dello spirito criticamente beffardo profuso dalla Nothomb, ed è un modo di variare utilmente il ritmo, lasciando poi ai tre bravi interpreti la mano libera nel dare ampio sfogo alle liti, alle pulsioni, alle contraddizioni e ai cedimenti dei reclusi, infagottati fino all'inverosimile in una calura degna dell'India di Kipling. Molti applausi".
Nel 2008 è artefice, insieme a De Capitani, della Trilogia della signora K di Agota Kristof: L'Analfabeta/L'ora grigia/La chiave dell'ascensore, tre opere molto intense che la coppia propone in un unico spettacolo, in cui il vero protagonista è il bisogno di ritrovare una possibile identità.
Partecipa con più ruoli, tra cui Ethel Rosenberg, all'epopea contemporanea di Tony Kushner Angels in America che nel 2010 viene ripresa integralmente, in una maratona di 7 ore, per inaugurare la nuova sede alla quale approda la compagnia dell'Elfo: il Teatro Elfo Puccini. Il dittico è composto da Si avvicina il millennio e Perestroika che sono già andati in scena singolarmente nella sede di via Ciro Menotti, l'uno nel 2007 e l'altro nel 2010. 
Nel 2001 è la Violet di Improvvisamente l'estate scorsa di Tennessee Williams, regia di Elio De Capitani: una donna intrappolata in una relazione totale e simbiotica con il figlio, vittima di una fine tragica. Sempre di Williams è il testo del 2012 de La discesa di Orfeo, prima edizione teatrale in Italia, un allestimento fortemente voluto da Crippa, che ne è rimasta profondamente affascinata già dai tempi dell'Accademia Filodrammatici e lo propone a De Capitani. Gli attori, sempre presenti in scena, entrano ed escono dal personaggio dando vita ad una duplice coralità: la comunità, che conduce una vita monotona in una piccola città di provincia, e la compagnia di teatro che si appresta ad una prova. Crippa è Lady, una donna vittima di una violenza razzista e assassina che distrugge ogni possibilità per un futuro di speranza per lei e per il suo Orfeo.
Nel 2012 l'attrice si dedica ad un progetto di teatro ragazzi: interpreta Berta Bartolotti, la bizzarra protagonista de Il bambino sottovuoto di Christine Nöstlinger, sempre di De Capitani. Nel 2014 è coprotagonista, insieme a De Capitani, che ne cura anche la regia, di Morte di un commesso viaggiatore di Arthur Miller: Una signora Loman intensa ed efficace la sua, capace di far intravedere note di 'grandezza' nella 'piccolezza', per l'ostinazione con cui protegge e nutre i fantasmi familiari, gareggiando con le "illusorie rappresentazioni" del marito, femminilmente un passo indietro.
Nel 2016 Elio De Capitani fa conoscere in Italia il pluripremiato drammaturgo inglese, Simon Stephens, mettendo in scena Harper Regan: una storia coinvolgente dai ritmi serrati, dieci personaggi, tutti magistralmente definiti nella brevità e nella concentrazione dei dialoghi, Cristina Crippa nel ruolo della madre della protagonista.
Il 2018 è un anno prolifico per l’attrice, viene diretta da Elio De Capitani e Ferdinando Bruni in un altro adattamento teatrale di Simon Stephens tratto dal best seller di Mark Haddon, Lo strano caso del cane ucciso a mezzanotte. Uno spettacolo fortemente empatico che racconta le vicende del giovane Cristopher, un quindicenne con la sindrome di Asperger, dove Crippa interpreta vari ruoli.
Nello stesso anno è Emilia, la moglie di Iago nell’Otello che De Capitani mette in scena insieme a Lisa Ferlazzo Natoli. Una lettura tutta contemporanea della tragedia shakespeariana, tragedia della gelosia ma anche dei rapporti interrazziali e della potenza manipolatoria delle parole.
Di nuovo attenta regista e attrice in Fuga in città sotto la luna, una favola senza tempo ispirata a Tommaso Landolfi e Boris Vian, con lei sulla scena Gabriele Calindri.
È protagonista femminile in un ruolo forte e toccante ne L’Acrobata, uno spettacolo intenso in cui Storia e memoria si intrecciano. Crippa interpreta la madre di un giovane guerrigliero che attenta alla vita di Pinochet, dando voce al dolore di tutte quelle madri che hanno perso un figlio morto per un ideale.
Nel 2019 il Teatro dell’Elfo riporta sulle scene un nuovo allestimento di Si avvicina il millennio e Perestroika, le due parti che compongono l’epopea contemporanea Angels in America. Come allora, Cristina Crippa partecipa con più ruoli, tra cui quello di Ethel Rosenberg.
Nella stagione successiva del Teatro dell’Elfo, De Capitani mette in scena In piedi nel caos: si parla di guerra, di Cecenia. Un testo contemporaneo intenso e complesso dove Crippa interpreta un altro ruolo femminile molto forte, la Babuska di casa, offuscata dai terribili ricordi di un passato doloroso.

## Teatro di prosa

### Attrice
- Zumbì, ballata di vita e di morte della gente di Palmares di Augusto Boal e Gianfrancesco Guarnieri, regia di Gabriele Salvatores (1973)
- Woyzeck di Georg Büchner, regia di Gabriele Salvatores (1973)
- Bertoldo a corte di Massimo Dursi, regia di Gabriele Salvatores (1974)
- Pulcinella nel giardino delle meraviglie, testo collettivo, regia di Gabriele Salvatores (1975)
- 1789, scene della rivoluzione francese di Ariane Mnouchkine (1975)
- Pinocchio bazaar di Ferdinando Bruni, Antonio Catania, Elio De Capitani e Gabriele Salvatores, da Carlo Collodi, regia di Gabriele Salvatores (1977)
- Le mille e una notte, testo collettivo, regia di Gabriele Salvatores (1977)
- Satyricon di Ferdinando Bruni, da Petronio Arbitro, regia di Gabriele Salvatores (1979)
- Volpone di Ben Jonson, regia di Gabriele Salvatores (1979)
- Dracula il vampiro di Elio De Capitani, Ida Marinelli e Gabriele Salvatores da Bram Stoker, regia di Gabriele Salvatores (1979)
- Il gioco degli dei di Ferdinando Bruni e Gabriele Salvatores, liberamente tratto dall'Odissea di Omero e da 2763 romanzi e fumetti di fantascienza, regia di Gabriel Salvatores (1980)
- Sogno di una notte d'estate, un musical da William Shakespeare di Gabriele Salvatores, regia di Gabriele Salvatores (1981)
- Icaro Involato di Raymond Queneau, regia di Cristina Crippa (1982)
- Faust Game liberamente tratto dal Faust di Goethe, regia di Cristina Crippa (1983)
- Fantasticks di Thomas Jones e Harvey Schmidt, regia di Ferdinando Bruni (1983)
- Sognando una sirena con i tacchi a spillo (Il gioco degli dei) di Ferdinando Bruni e Gabriele Salvatores, regia di Gabriele Salvatores (1984)
- Visi noti sentimenti confusi di Botho Strauss, regia di Elio De Capitani (1984)
- Amanti di Ferdinando Bruni, Elio De Capitani, Ida Marinelli e Gabriele Salvatores, regia di Gabriele Salvatores (1985)
- Il lago di Elio De Capitani, liberamente ispirato a Lesij di A. Čechov, regia di Elio De Capitani (1986)
- Il servo di Robin Maugham, regia di Elio De Capitani (1986)
- Doppio senso di Elio De Capitani, regia di Elio De Capitani (1987)
- Le amare lacrime di Petra von Kant di Rainer Werner Fassbinder, regia a quattro mani con Elio De Capitani (1988)
- La danza immobile di Cristina Crippa, da Georg Büchner, Stanislawa Przybyszewska e Manuel Scorza, regia di Elio De Capitani (1989)
- Don Giovanni, la notte, la neve da Il convitato di pietra di Alexander Puskin di Cristina Crippa, regia di Cristina Crippa (1990)
- Risveglio di Primavera di Frank Wedekind, regia di Elio De Capitani (1991)
- La bottega del caffè da Carlo Goldoni di Rainer Werner Fassbinder, regia di Ferdinando Bruni e Elio De Capitani (1991)
- Alla greca, uno studio di Elio De Capitani di Steven Berkoff (1993)
- Roberto Zucco di Bernard-Marie Koltès, regia di Elio De Capitani (1994)
- Peer Gynt di Henrik Ibsen, regia di Marco Baliani (1994)
- Lola che dilati la camicia di Cristina Crippa, Marco Baliani e Alessandra Ghiglione, tratto dall'autobiografia di Adalgisa Conti, regia di Marco Baliani (1996)
- Madame De Sade di Yukio Mishima, regia di Ferdinando Bruni (1997)
- La morte e la fanciulla di Ariel Dorfman, regia Elio De Capitani (1997)
- Sogno di una notte di mezza estate di William Shakespeare, regia di Elio De Capitani (1997)
- I rifiuti, la città e la morte, uno studio di Ferdinando Bruni e Elio De Capitani, di Rainer Werner Fassbinder (1998)
- Tango americano di Rocco D'Onghia, regia di Elio De Capitani (1999)
- Coefore – Orestiade di Eschilo, secondo Pier Paolo Pasolini, regia di Elio De Capitani (1999)
- Bagaglio a mano di Mark Ravenhill, uno studio di Ferdinando Bruni (2000)
- Orestea – Eumenidi, Appunti per un'Orestiade italiana di Eschilo, secondo Pier Paolo Pasolini, regia di Elio De Capitani (2000)
- Giochi di famiglia di Biljana Srbljanovic, regia di Elio De Capitani (2000)
- Bambole di Pia Fontana, regia di Roberto Valerio (2001)
- Le donne di Trachis dalle Trachinie di Sofocle, nella versione di Ezra Pound, regia di Roberto Valerio (2003)
- Polaroid molto esplicite di Mark Ravenhill, regia di Elio De Capitani (2003)
- Il mercante di Venezia di William Shakespeare, regia di Elio De Capitani (2003)
- La numero 13 di Pia Fontana, regia di Elio De Capitani (2004)
- La monaca di Monza di Giovanni Testori, regia di Elio De Capitani (2004)
- Le Presidentesse di Werner Schwab, regia di Elio De Capitani (2005)
- Il giardino dei ciliegi di Anton Čechov, uno spettacolo di Ferdinando Bruni (2006)
- Riva abbandonata/Materiale per Medea/Paesaggio con Argonauti di Heiner Müller, regia di Elio De Capitani (2006)
- Angels in America – si avvicina il millennio, regia di Elio De Capitani e Ferdinando Bruni (2007)
- Trilogia della signora K, L'Analfabeta/L'ora grigia/La chiave dell'ascensore di Agota Kristof, regia di Elio De Capitani e Cristina Crippa (2008)
- Angels in America - Parte II Perestroika, regia di Elio De Capitani e Ferdinando Bruni (2010)
- Racconto d'inverno di William Shakespeare, regia di Ferdinando Bruni e Elio De Capitani (2010)
- Improvvisamente l'estate scorsa di Tennessee Williams, regia di Elio De Capitani (2011)
- Il bambino sottovuoto di Christine Nöstlinger, regia di Elio De Capitani (2012)
- La discesa di Orfeo di Tennessee Williams, regia di Elio De Capitani (2012)
- Morte di un commesso viaggiatore di Arthur Miller, regia di Elio De Capitani (2014)
- Harper Regan di Simon Stephens, regia di Elio De Capitani (2016)
- Lo strano caso del cane ucciso a mezzanotte di Simon Stephens dal romanzo di Mark Haddon, regia di Ferdinando Bruni e Elio De Capitani (2018)
- Otello di William Shakespeare, regia di Elio De Capitani e Lisa Ferlazzo Natoli (2018)
- Fuga in città sotto la luna, regia di Cristina Crippa (2018)
- L’acrobata di Laura Forti, uno spettacolo di Elio De Capitani (2018)
- Angels in America – Si avvicina il millennio e Perestroika di Tony Kushner, uno spettacolo di Ferdinando Bruni e Elio De Capitani (nell’edizione rinnovata del 2019)
- In piedi nel caos di Véronique Olmi, regia di Elio De Capitani (2020)
- Moby Dick di Orson Welles, da Herman Melville, regia di Elio De Capitani (2022)
- La prima luce di Neruda di Ruggero Cappuccio, regia di César Brie (2025)

### Regista
- Tre donne di Sylvia Plath, regia di Corinna Agustoni, Cristina Crippa, Ida Marinelli (1979)
- Icaro Involato di Raymond Queneau, regia di Cristina Crippa (1982)
- Faust Game, liberamente tratto dal Faust di Goethe, regia di Cristina Crippa (1983)
- Don Giovanni, la notte, la neve da Il convitato di pietra di Alexander Puskin di Cristina Crippa, regia di Cristina Crippa (1990)
- Libri da ardere di Amélie Nothomb, regia Cristina Crippa (2006)
- Trilogia della signora K, L'Analfabeta/L'ora grigia/La chiave dell'ascensore di Agota Kristof, regia di Elio De Capitani e Cristina Crippa (2008)
- Fuga in città sotto la luna, regia di Cristina Crippa (2018)
- Nel guscio di Ian McEwan, regia di Cristina Crippa (2022)
- I corpi di Elizabeth di Hella Hickson, regia di Elio De Capitani e Cristina Crippa (2024)

## Letture sceniche presso la Biblioteca Civica di Monza
- Libri da ardere di Amélie Nothomb (2004)
- L'analfabeta e l'ora grigia (l'ultimo cliente) di Agota Kristof (2005)
- 84, Charing Cross Road di Helene Hanff (2006)
- Il libraio che imbrogliò l'Inghilterra e Lo scrittore automatico di Roald Dahl (2007)
- Il camposanto di Ofelia Spavento di Rocco D'Onghia (2008)
- Mercurio di Amélie Nothomb (2009)
- Antigone a Milano di Francesco D'Adamo (2010)
- Come le mosche d'autunno di Irène Némirovski (2011)
- Il torto del soldato di Erri De Luca (2012)
- Venivamo tutte per mare di Julie Otsuka (2013)
- Il padrone paga male di Beppe Fenoglio, Renata Viganò (2014)